# 瞳そらさないで
「瞳そらさないで」（ひとみそらさないで）は、日本のバンドDEENの5thシングル。

## 解説
表題曲は大塚製薬ポカリスエットのCMソング。
DEENのシングルとして初のオリコンチャート1位を獲得し、デビュー曲「このまま君だけを奪い去りたい」以来のミリオンセラーとなり、DEENの全シングル中で2番目のヒットとなっている。
2009年7月18日にはリアレンジをされた「瞳そらさないで2009」が着うたとして配信された。

## 収録曲
1. 瞳そらさないで
作詞：坂井泉水、作曲：織田哲郎、編曲：葉山たけし
  - 後に作詞者の坂井泉水がZARDとして『forever you』でセルフカバーした[6]。
2. いつか僕の腕の中で
作詞：池森秀一、作曲：山根公路、編曲：池田大介
3. 瞳そらさないで（オリジナル・カラオケ）
4. いつか僕の腕の中で（オリジナル・カラオケ）

## 瞳そらさないで 〜Jawaiian Style〜
「瞳そらさないで 〜Jawaiian Style〜」（ひとみそらさないで 〜ジャワイアン・スタイル〜）は、日本のバンドDEENの配信限定シングル。

### 解説
オリジナルとは違う体制でリアレンジされたセルフカバー楽曲であり、2018年7月14日から3週連続での配信楽曲の内の1曲として、7月21日に第2弾として配信が開始された。

### 収録曲
1. 瞳そらさないで 〜Jawaiian Style〜
作詞：坂井泉水、作曲：織田哲郎、編曲：侑音

## 収録アルバム
瞳そらさないで
- 『DEEN』[8]
- 『SINGLES+1』[9]
- 『Vitamins〜for your heart〜』[10]
- 『DEEN PERFECT SINGLES +』[11]
- 『BEST SUMMER』[12]
- 『Ballads in Blue〜The greatest hits of DEEN〜』（〜Smooth Blue Mix〜）[13]
- 『DEEN The Best キセキ』[14]
- 『Negai feat.ミズノマリ』[注 1][15]
- 『DEEN at 武道館〜15th Anniversary Greatest Singles Live〜』[16]
- 『クロール』（'09+Ukulele Style）[17]
- 『ALL TIME LIVE BEST』[18]
- 『マリアージュ』[19]
- 『DEENAGE MEMORY -20周年記念ベストアルバム-』[20]
- 『君がいる夏 -Everlasting Summer-』[注 2][21]
- 『DEEN The Best FOREVER 〜Complete Singles +〜』[22]
- 『NEWJOURNEY』（〜Jawaiian Style〜）[23]
- 『キミが好きだと叫びたい 〜Love & Yell〜』[24]
- 『DEEN The Best DX 〜Basic to Respect〜』[25]

いつか僕の腕の中で
- 『Ballads in Blue〜The greatest hits of DEEN〜』（〜Ballads in Blue style〜）[13]
- 『Another Side Memories〜Precious Best〜』[26]